# 国民革命军第九十三军
国民革命军第九十三军，是国民革命军陆军的一个军。

## 中央軍系的九十三軍
九十三軍於民國二十七年（1938年）3月10日成立，隶属于第33军团，該軍為因應抗日戰爭而擴張的部隊，部隊指揮軍官均為南京國民政府與中央軍校畢業生出任，屬於標準的中央軍系單位。其高層指揮官則是從衛立煌的國民革命軍第十四軍系統所培育。在衛立煌升任集團軍司令官，乃至於戰區長官後，九十三軍也成為衛立煌重用的作戰武力。
九十三軍由衛立煌的舊部，十四集團軍副總司令劉戡兼军长，朱怀冰、魏巍任副军长，辖
- 第83师：師長劉戡兼任，1932年由国民政府警卫第2旅扩编。另说1931年由第10师独立旅与第52师第156旅合编组建，隶属第十四军，1936年按调整师编制进行整编。曾参加长城抗战、平西千军台、忻口、反攻太原等战役战斗。前任师长刘戡，现任师长陈武。步马枪3195，轻机枪256，重机枪66，迫击炮23，山炮16。
  - 第247旅旅长李奇亨
  - 第249旅旅长余锦源
- 第94师（師長朱懷冰，1933年8月第十八军第11师（另说第14师）一部扩编组建）。另说1936年2月由鄂西地方部队组建，曾参加南口、忻口、反攻太原等战役战斗。步马枪2456，轻机枪56，重机枪29，迫击炮12，三七平射炮2。

1938年4月，该军参加晋东南反九路围攻，第83师一部协同國民革命軍第九軍第47师在安泽和川歼日军第20師團第77联队200余人。
1938年5月，因第94师位處豫北，遠離該軍，軍委會遂決定由该师新建国民革命军第九十七军，94師脫離衛立煌系統；另由西安行营直辖國民革命軍新編第8師（師長蔣在珍）调入第九十三军；另編入國民革命軍獨立第5旅（旅長高增級，西北军郑廷珍部，皖西剿共时该部深得卫立煌重用），隶属于第一戰區，駐紮在太行山一帶遂行游擊戰。5月，该军参加晋南三角地带反攻作战，再次與日軍第20師團交戰。7月，83师协同第十四军所屬第85师、独立第5旅等部在蒲掌、南羊圈地区围攻日军第108师团中野支队，歼敌900余人。
1939年1月，由於上级主官（李默庵）歸屬問題，83師与國民革命軍第十四軍下轄之第10師（師長王勁修，衛立煌系核心部隊）編制平行對调；同时，第九十一军第166师、西安行营直属新编第8师改隶该军：
- 第10师，1931年6月由第45师改称，1936年按调整师编制进行整编。曾参加平西髽髻山、忻口、太原、反攻晋南和东邬岭等战役战斗。在第一期会战结束后军事委员会检讨战绩，该师被列为第一。前任师长李默庵，现任师长彭杰如，1939年2月王劲修。1940年9月，新编第8师师长陈牧农改任第10师师长。1942年2月，陈牧农升任第93军副军长兼许郾师管区司令，王声溢升任第10师师长。
- 第166师，1937年1月由剿匪军第2纵队改编成立，曾参加豫北游击、南羊圈等战斗。师长刘希程。1941年10月3日，刘希程升任第93军副军长，王之宇接任第166师师长。
- 新编第8师，1935年4月由黔军蒋在珍部改编，师长蒋在珍。曾参加爆破黄河铁桥、花园口决堤、豫北游击和禹门口等战斗。1939年9月，蒋在珍升任副军长，第18补训处处长陈牧农任新编第8师师长。1940年9月预备第4师副师长马叔明调升新编第8师师长。

1939年7月，参加第二战区夏季攻势，会同第十四军等部在晋东阳城、翼城等地歼日军第20师团1800余人。
1939年底参加了阎锡山发动的“十二月事变”和1939年冬季攻势作战。1940年8月，刘戡升任第14集团军副总司令，仍兼该军军长。该军撤至陕西宝鸡整训。1941年2月，第10师与第15军第65师被选定为第14集团军突击师。民國三十年（1941）5月，九十三軍參與晉南會戰，該次會戰九十三軍成功逃脫日軍包圍並渡黃河進入陝西省韓城、蒲县及河南新安等地区，隨後就在該地監視中國共產黨根據地活動，劉戡因私下和中國共產黨接觸，且軍參謀長魏巍同時是中共地下黨員，因此被軍統監控，軍統要求劉戡將魏巍調職以便誘殺，但劉戡抗命並協助其逃往延安。1941年9月，开宝鸡整训，后担任陕州一线河防。1942年7月，开四川省合川，归军事委员会直辖，由重庆卫戍总司令部指挥，军长刘戡兼卫戍总司令部副总司令。7月23日，第14集团军参谋长符昭骞改任该军副军长兼叙泸师管区司令。1942年9月刘戡升任第36集团军总司令，九十三軍軍長由副軍長兼劉的黃埔一期同學陳牧農接任，符昭骞、胡练成（12月17日）任副军长。劉戡與陳牧農在中央軍系中與胡宗南關係不壞，但兩人皆非國民革命軍第一軍體系任職，陳牧農早年在衛立煌所率領的部隊下服役，在派系歸屬上並不明顯。
1943年初，第166师改隶重庆卫戍司令部第九十七军，另以第15补训处组建的暂编第2师调入该军建制。该军隶属第14集团军。军部搜索连扩编为营，组建军野炮营、山炮营（美製75山炮12门，原計畫自國民革命軍第五軍砲兵部隊调拨，但實際未獲得）和战防炮营。以第10师、新编第8师为一线师，暂编第2师为二线师。下辖：
- 第10师，王声溢任师长；
- 新编第8师，马叔明任师长；
- 暂编第2师，王公遐/曾晴初任师长。1942年8月在重庆由第15补训处改编成立，长期卫戍重庆。

1943年11月，开贵州桐梓整训。1944年4月，暂编第2师改为后调师。6月，九十三军（欠暂编第2师）开贵阳、遵义待命。民國三十三年（1944）8月初九十三軍乘火车移防廣西省，隶属第16集团军，投入桂柳會戰，8月24日布防黃沙河與全州縣，作為防衛桂林城的外圍防線。
9月3日，军长陈牧农下令九十三軍撤出全州，退到桂林东北的大榕江地。九十三軍為何撤退有兩種說法，包括了集團軍司令官張發奎授命、以及軍長陳牧農的專斷等。在九十三軍後撤後，陳牧農遭到上級逮捕，張發奎在同月下令將其槍決。陳牧農死後，副军长胡栋成代理军长。10月25日，由國民革命軍第六軍前任軍長甘丽初接任军长，符昭骞、胡栋成任副军长，下辖第10师、新编第8师、暂编第2师编制不变。
10月至11月，先后在兴安、老堡村、大小榕江、灵川、李家村、马面圩西关村、界碑矮山、永福、矮岭等地阻击日军进犯。11月底，该军奉命向河池附近转移。后再转移到广西、贵州边界六寨、南丹地区，此时新编第8师仅余2553人，第10师余3600人。桂柳战役结束后，九十三军开赴贵州遵义整编，軍委會檢討參戰部隊功績時第10师名列第一。代理军长胡栋成因“坚守大溶江阵地达一个月之久”，获颁陆海空军甲种一等奖章。
由於九十三軍折損過重，民國三十四年（1945）2月24日，在軍政部上呈的第四战区整編方案中，九十三軍遭撤裁，下轄的新編第8師人力併入第10師。為了整頓部隊後續事宜，4月，重庆卫戍副总司令，同時也是其創軍首任指揮官刘戡赴遵义將九十三軍轉移重慶，完成編遣作業。國民革命軍第10師撥補回歸国民革命军第十四军、暫編第2師轉隸國民革命軍第七十九軍。甘麗初改任第2方面军参谋长。

## 第二次组建的滇军第九十三军
1945年6月由昆明行营第1路、第2路指挥部合并改编，下轄部隊是戰力較不完整的三個暫編師，日本投降時與國民革命軍第六十軍同時進入越南進行日軍投降繳械作業。1946年3月由美軍協助海運东北，与东北民主联军作战。该军长驻锦州，主要担任北宁线和辽西地区守备任务和局部地区机动作战任务。共产党方面的艾思奇给妹夫、第93军暂编22师师长龙泽汇写信策动其起义，被军统云南站站长沈醉告发。蒋介石责令已经升任第93军副军长的龙泽汇、暂编18师师长许义浚、暂编20师师长李韵涛等“不稳定分子”回云南。
1947年第184师在梅河口被歼灭后，东北保安司令长官杜聿明用东保独立第3师第2团为基干，收容在梅河口被歼的第184师参谋长刘国举、第550团团长李佐率领的残部，第二次重建了184师：
- 师长杨朝纶、副师长舒秉权、参谋长刘国举
- 550团 团长李佐/何文洲
- 551团 团长刘国举（兼）/刘盛昌
- 552团 团长张文蔚/何漴

重建后被调北镇整补，后调归锦州的第六兵团直辖，1948年3月到锦州驻防，师部及551团驻防锦州城头、550团于锦西的南面、552团于锦西的西北面。
长期驻阜新海州的暂编第20师，于1948年3月17日夜沿公路向西撤逃。阜新县政府官吏、阜新煤矿公司矿警、地主还乡团也尾随其后，队伍长达几华里。东北人民解放军冀察热辽第二十一军分区独立一、二团，蒙汉独立四十七团，蒙民骑兵六团，在军分区副司令员兼参谋长徐乃斌的统一指挥下，进入清河门地区。3月18日上午8时，南逃部队在7辆装甲车和前卫营掩护下，进至清河门，遭人民解放军顽强截击。前部国军在装甲车的掩护下向西突围，后部溃不成军。18日16时，从海州出逃部队和义县接应部队会合后向义县县城奔去，解放军蒙族骑兵追击截杀至太阳完全落山。清河门截击战，毙153名，俘202名，缴获大批枪支弹药、汽车、大车、骡马，抓获逃亡地主数百人。
1948年10月15日，该军所属在锦州、义县被歼。第184师师长杨朝纶、参谋长刘国举逃脱。1948年11月天津防守司令陈长捷为加强天津守备力量，将第184师残部加上其他溃兵5000余人编成冀东保安第3总队。既而由184师原师长杨朝纶请求，恢复了184师番号：师长杨朝纶、副师长刘国举、参谋长罗恒。辖550团、551团、552团，特务、工兵、辎重、炮兵各一个营，通信兵一个连。1948年12月下旬该师扩充到7000余人，但是有枪械者不到一半。布防于天津南区右翼阵地（南开大学到中央医院一带）：
- 550团配置于南开大学南院西南地区第一线阵地的左翼；
- 552团配置于南开大学北院及附近地区第二线阵地；
- 师直与551团作为预备队，配置于中央医院及迪化道（今乌鲁木齐道）、兰州道地区。

1949年1月14日15时在天津战役中，第184师师部被歼，师长杨朝纶被俘，该师残部陆续向解放军投降。

## 第三次组建滇军第九十三军
1949年10月新编第14军改称第93军。隶属云南绥靖公署。1949那边12月9日，参见昆明起义，改编为解放军暂编第13军。
- 军长龙泽汇
- 副军长杨朝纶、佴晓清
- 参谋长吴汉超。
- 第277师，师长张中汉
- 第278师，师长陇生文
- 第279师，师长张秉昌